# Římskokatolická farnost Perštejn nad Ohří
Římskokatolická farnost Perštejn nad Ohří (lat. Pürsteinium) je zaniklá církevní správní jednotka sdružující římské katolíky v Okounově a okolí. Organizačně spadala do krušnohorského vikariátu, který je jedním z deseti vikariátů litoměřické diecéze.

## Historie farnosti
Matriky jsou vedeny od roku 1784. Od roku 1787 byla v místě lokálie. Farnost byla kanonicky zřízena od roku 1798.
Farnost existovala do 31. prosince 2012 jako součást kláštereckého farního obvodu. Od 1. ledna 2013 zanikla sloučením do farnosti Klášterec nad Ohří.

### Duchovní správcové vedoucí farnost
Začátek působnosti jmenovaného v duchovní správě farnosti od:
- 1786 cap. loc. August. Fischer
- 1791 cap. loc. Theod. Schmidl, OFM
- 1797 par. Theod. Schmidl, OFM; † 29. 1. 1819
- 1813 Wenc. Tschochner, n. 28. 9. 1773 Micro-Schoenhof, o. 12. 9. 1803, † 4. 8. 1860
- 1860 par. vacat, admin. int. Anton. Richter
- 1861 Anton. Richter, n. 27. 11. 1821 Bohemo-Zlatnic., o. 26. 7. 1847, † 10. 7. 1884
- 1868 Jos. Waldert, n. 28. 2. 1812 Wohnung, o. 1. 8. 1839, † 10. 3. 1885
- 1880 par. vacat, admin. int. Franc. Ser. Proksch
- 1881 Anton. Fliegl, n. 18. 8. 1828 Leipa, o. 25. 7. 1853, † 3. 2. 1893
- 1887 Jos. Stelzig, n. 3. 11. 1850 Litomericens., o. 25. 7. 1874, † 1. 11. 1891
- 1891 par. vacat, admin. Theod. Rokos
- 1892 Anton. Sekker, n. 23. 12. 1851 Střischovic., o. 14. 7. 1877, † 15. 3. 1931
- 1904 par. vacat, admin. interc. Joan. Schröer
- 1905 Carol. Haberzettel, n. 22. 4. 1866 Kleinlubigau, o. 29. 6. 1890, † 29. 1. 1905
- 1906 Franc. Elis, n. 18. 9. 1869 Řmenín, o. 2. 7. 1893, † 26. 1. 1939
- 1937 par. vacat, admin. interc. Jos. Puhl
- 1938 Gerhard Gerkens, n. 23. 5. 1885 Scharrendorf (G), o. 14. 7. 1912 † 4. 11. 1943
- 15. 12. 1942 par. vacat, admin. Siegfried. Reis
- 7. 12. 1943 par. vacat, admin. int. Jos. Herkner
- 29. 5. 1944 Franc. Zettl, n. 19. 5. 1904 Graslitz, o. 24. 10. 1926
- 22. 8. 1946 Anton. Ferbas
- 16. 7. 1948 Jan Bárta, OFM
- 19. 7. 1948 Thoma Franc. Koseček, OFM
- 1. 11. 1948 Alexius Adalb. Zlámal, OFM
- 6. 4. 1951 Fredericus Prchala
- 1. 11. 1959 Josef Vadovič
- 1. 4. 1963 Jan Netík
- 1. 2. 1970 Bohumil Landsmann, admin. exc.
- 10. 12. 1984 Josef Šprlák
- 15. 3. 1990 Josef Augustin Špaček O. Praem.
- 7. 7. 1998 Libor Švorčík
- 21. 10. 1998 Rafaël Wala
- 1. 7. 2009 Artur Ściana, admin. exc.
- 1. 1. 2013 parochia abolata[3]

Kromě kněží stojících v čele farnosti, působili ve farnosti v průběhu její historie i jiní kněží. Většinou pracovali jako farní vikáři, kaplani, katecheté, výpomocní duchovní aj.

## Území farnosti
Do farnosti náleželo území obcí:
- Černýš (Tschirnitz)[p 2]
- Lužný (Aubach)[p 2]
- Mýtinka (Rödling)[p 2]
- Ondřejov (Endersgrün)[p 2]
- Perštejn (Pürstein)[p 2]
- Rájov (Reihen)[p 2]
- Údolíčko (Kleinthal)[p 2]
- Vykmanov (Weigensdorf)[p 2]

## Římskokatolické sakrální stavby a místa kultu na území farnosti
| | Fotografie | Stavba                       | Místo    | Bohoslužby                      | Zeměpisné souřadnice            | Status                                                                              | Číslo kulturní památky                       |
| Kostel | Kostel     | Kostel                       | Kostel   | Kostel                          | Kostel                          | Kostel                                                                              | Kostel                                       |
| --- | ---------- | ---------------------------- | -------- | ------------------------------- | ------------------------------- | ----------------------------------------------------------------------------------- | -------------------------------------------- |
| 1. |            | Kostel sv. Vendelína         | Perštejn | bližší informace o bohoslužbách | 50°22′50″ s. š., 13°6′40″ v. d. | do 31. prosince 2012 farní kostel, poté filiální kostel farnosti Klášterec nad Ohří | 49793/5-5854 (Pk•MIS•Sez•Obr•WD) (Q20428166) |
| Zaniklé sakrální stavby |            |                              |          |                                 |                                 |                                                                                     |                                              |
| 2. |            | Kaple Navštívení Panny Marie | Černýš   | nelze sloužit                   | 50°22′10″ s. š., 13°7′28″ v. d. | poškozená kaple                                                                     | —                                            |
| Některé drobné sakrální stavby a pamětihodnosti lze dohledat zde v databázi Drobné sakrální památky Zaniklé sakrální stavby lze dohledat zde v databázi Poškozené a zničené kostely, kaple a synagogy v České republice |            |                              |          |                                 |                                 |                                                                                     |                                              |

Ve farnosti se mohou nacházet i další drobné sakrální stavby, místa římskokatolického kultu a pamětihodnosti, které neobsahuje tato tabulka.